# Les Particules élémentaires
Pour les articles homonymes, voir Particules élémentaires.
Les Particules élémentaires est un roman de Michel Houellebecq publié en 1998 chez Flammarion. Ce deuxième roman de l'auteur a reçu l'ultime prix Novembre et a été élu par la rédaction de la revue Lire « meilleur livre de l'année 1998 ».

## Présentation

### Résumé
Le récit, en trois parties, se déroule entre le 30 juin 1998 et le 27 mars 2009, et raconte l'histoire alternée de deux demi-frères, Bruno Ceccaldi (né en 1956) et Michel Djerzinski (né en 1958), que les hasards de la vie (et un coup de pouce des géniteurs) ont mis en relation à un certain moment de leur vie.
Leur mère, Janine Ceccaldi, a vécu à fond les idéaux de la société permissive. Née en 1928, elle grandit en Algérie (où son père était venu travailler comme ingénieur) et vient à Paris pour compléter ses études. Elle danse alors le bebop avec Jean-Paul Sartre (qu'elle trouve remarquablement laid) ; a beaucoup d'amants (elle est très belle) et se marie avec un jeune chirurgien viril qui a fait fortune dans le domaine relativement nouveau à l'époque de la chirurgie plastique. Le couple divorce deux ans après la naissance de Bruno, puis abandonne ce dernier et son frère Michel à leurs grands-parents respectifs pour vivre dans une communauté en Californie ; des analepses permettent de constater la négligence qui régnait à la maison et la brutalité de l'école que fréquentent Bruno et Michel. Aucun des deux frères ne s'est vraiment remis de ces débuts dans la vie.
Michel Djerzinski, abandonné par ses parents, a vécu avec sa grand-mère dont la mort a provoqué chez lui un traumatisme violent qui lui interdira par la suite d'éprouver de vrais sentiments. Il n'a jamais ressenti aucun sentiment profond envers ses semblables, hormis peut-être envers sa grand-mère, qui l'a élevé et qui symbolise à ses yeux une espèce en voie de disparition qu'il décrit comme « des êtres humains qui travaill[ent] toute leur vie, et qui travaill[ent] dur, uniquement par dévouement et par amour ; qui donn[ent] littéralement leur vie aux autres dans un esprit de dévouement et d'amour. » Michel a connu un amour d'adolescence, Annabelle, née la même année que lui, qui se détache de lui pour le fils d'un des amants californiens de Janine, lequel se voulait une rock-star. Dès lors, il mène une existence grise entre son supermarché Monoprix et le laboratoire parisien du CNRS où il mène des expériences de pointe sur le clonage des animaux. L'unique personne dont il soit un peu proche est son demi-frère Bruno, dont il fait la connaissance alors qu'ils sont dans le même lycée.
Michel donne son congé après quinze années passées, sans donner d'autre explication à ses supérieurs que le besoin de temps « pour penser ». Il a peur de la vie et trouve refuge derrière un écran de certitudes positivistes et dans la relecture de l'autobiographie de Heisenberg. Célibataire et indépendant, Michel (qui a perdu sa virginité à trente ans) se sent incapable d'aimer et a peu de désir sexuel, contrairement à son demi-frère, Bruno, son aîné de deux ans, qui est obsédé par le sexe.

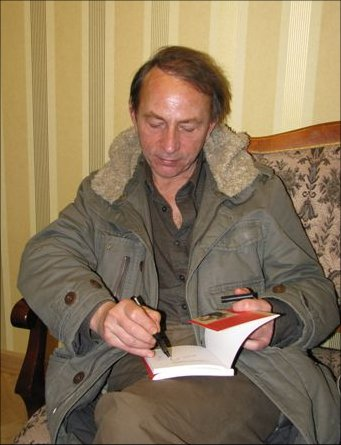
Michel Houellebecq, Varsovie 2008.

Durant ces années, Annabelle a pris part à des orgies et a eu deux avortements. Après leurs retrouvailles, Michel fait dans ses bras une expérience quasi mystique qui lui procure une vision de l'espace « comme une ligne très fine qui séparait deux sphères. Dans la première sphère était l'être, et la séparation ; dans la seconde sphère étaient le non-être, et la disparition individuelle. Calmement, sans hésiter, il se retourna et se dirigea vers la seconde sphère ». Leur tentative pour rebâtir ce qu’ils ont perdu est gênée par la froideur émotionnelle de Michel ; il ressent de la compassion pour elle mais pas d'amour.
Dans son enfance, son demi-frère Bruno a été victime de viols à répétition et d'humiliations quotidiennes dans un internat. La souffrance de Bruno à l'école est aggravée par le relâchement délibéré de l'autorité scolaire à la suite des protestations de mai 68, l'accent étant désormais mis sur l’auto-discipline. Adolescent, Bruno a l'habitude de se masturber secrètement alors qu'il est assis près d'une jolie fillette dans le train qui le ramène de l'école. Parachuté dans l'appartement bohème de sa mère durant les vacances d'été, pâle et déjà trop gros pour ses dix-huit ans, il se sent embarrassé et mal à sa place en présence des amants hippies et bronzés de sa mère, et face à l'impatiente insistance de celle-ci à discuter de ses inhibitions sexuelles. La haine que nourrit Bruno pour Janine trouve son expression des années plus tard lorsqu'il lui crache des insultes à la figure alors qu'elle est couchée sur son lit de mort.
Bruno devient professeur, enseigne la littérature dans un lycée de Dijon et aspire toujours à devenir écrivain. Aux yeux de Michel, Bruno approche de la crise de la quarantaine (il s'est mis à porter un manteau de cuir et à parler comme un personnage de film à suspense de série B).
Au bord du divorce et avec un bébé, dans une quête sexuelle sans espoir, il sort dans les night-clubs lorsqu'il est supposé surveiller leur fils ; il est continuellement en quête de rencontres sexuelles très souvent désastreuses. À d'autres moments, il se connecte aux « messageries roses » avec son Minitel (avec pour résultat une facture de téléphone de 14 000 francs qu'il cache à sa femme). Bruno est totalement immergé dans la vie, son désir le conduit à multiplier les expériences (mariage, lingerie, salon de massage, prostitution, Minitel rose, échangisme, partouze, sex-shops, etc.).
Dangereusement attiré par ses élèves adolescentes, il provoque le petit ami noir de l'une d'entre elles au point de s'attirer des représailles et des railleries. En un moment de jalousie rageuse, il se lance dans un tract raciste envoyé à L'Infini, une revue publiée par Philippe Sollers.
Bruno rencontre Christiane lors d'un séjour au Lieu du Changement, camping post-soixante-huitard tendance New Age. Comme Christiane, qui pourrait avoir quarante ans, mère divorcée d'un garçon d'une dizaine d'années, il est venu là pour le sexe. Pour elle, les ravages de la génération de 68 sont évidents sur les femmes qui participent aux ateliers. Avec Christiane, Bruno retrouve un certain équilibre sentimental — qu'il détruit aussitôt après. Christiane emmène Bruno dans un voyage de sexe en groupe avec des touristes allemands et d'orgie en boîte de nuit parisienne mal famée. Mais la maladie rattrape Christiane, qui perd l'usage de ses jambes et préfère se suicider plutôt que d'être dépendante.
Alors que la frustration conduit Bruno aux portes de la folie et du suicide, et après la mort d'Annabelle, qui se donne la mort elle aussi après son hystérectomie, Michel s'engage dans une réflexion solitaire qui entraînera une révolution scientifique comparable à l'œuvre d'Einstein : en dissociant radicalement la reproduction du plaisir, il permettra à l'humanité de connaître enfin la paix. On retrouve Michel dans un Centre de Recherche de Génétique à Galway ; sa vie a reçu un nouvel élan grâce à une théorie révolutionnaire qu'il a développée : convaincu que l'espèce humaine est condamnée par sa lutte insensée contre l'angoisse de la mort, et par la contradiction entre la vie moderne d'une part et d'autre part la vie affective inhérente à la reproduction, il travaille à un projet d'espèce génétiquement modifiée, immortelle et stérile - bien que non dénuée de personnalité ni de plaisir sexuel. Son travail, qui est poursuivi après sa mort en 2009, conduit à rien moins que la création, en 2029, d'une espèce génétiquement contrôlée et finalement à l'extinction de l'espèce humaine.

### Parties
- Prologue
- Première partie — « Le royaume perdu » (15 chapitres)
- Deuxième partie — « Les moments étranges » (22 chapitres)
- Troisième partie — « Illimité émotionnel » (7 chapitres)
- Épilogue

### Titre
Métaphore empruntée à la physique des particules, le titre renvoie à la fois à l'esprit scientifique du livre et à une conception d'un univers social où les individus se voient comme des particules élémentaires.

## Analyse et commentaire

### Janine Ceccaldi
La mère de Michel Houellebecq, Janine Lucie Ceccaldi (1926-2010), a abandonné son fils au soin de la grand-mère paternelle du garçon. Dans le livre, la mère de Michel et Bruno, « un des personnages les plus désagréables du roman, hippie avant l’heure, indécrottablement égocentrée, plus encline à effeuiller ses amants qu’à habiller ses gamins » d'après Michel Abescat dans Télérama, s'appelle également Janine Ceccaldi. En 2008, dix ans après la parution du roman de Houellebecq, sa mère, à 83 ans et sous le nom de Lucie Ceccaldi, publie L'Innocente aux éditions Scali, où elle déclare : « Mon fils, qu'il aille se faire foutre par qui il veut avec qui il veut, qu'il refasse un bouquin, j'en ai rien à cirer. Mais si par malheur, il remet mon nom sur un truc, il va se prendre un coup de canne dans la tronche, ça lui coupera toutes les dents, ça, c'est sûr ! Et ce n'est pas Flammarion ni Fayard qui m'arrêteront. ».

## Éditions
- Les Particules élémentaires, Paris, Flammarion, 1998, 393 p.  (ISBN 2-08-067472-2)
  - Paris, Le Grand livre du mois, 1998, 393 p.  (ISBN 2-7028-2319-X)
  - Paris, Éditions J'ai lu, « Nouvelle génération » (#5602), 2000, 316 p.  (ISBN 2-290-30305-4) ; réimpression 2006  (ISBN 2-290-35171-7)
  - Compris dans le coffret de 3 volumes : Plateforme - Extension du domaine de la lutte - Les Particules élémentaires, Éditions J'ai lu, « J'ai Lu Librio Martinguale », 2002, 730 p.  (ISBN 2-277-60477-1) ; réimpression 2003  (ISBN 2-277-60677-4)
  - Paris, Éditions J'ai lu, « J'ai lu Luxe », 2007, 316 p.  (ISBN 2-290-00806-0)
  - Paris, Éditions Flammarion, 2021, 440 p.  (ISBN 9782080267481)

### Livre audio
- Michel Houellebecq, Les Particules élémentaires, Paris, Livraphone, février 2006 (EAN 3358950001262, BNF 40184481)Texte intégral ; narrateur : Guy Moign ; support : 1 disque compact audio MP3 ; durée : 10 h 10 min environ ; référence éditeur :  Livraphone LIV 346M.

## Adaptations

### Cinéma
- 2006 : Les Particules élémentaires (Elementarteilchen), film allemand réalisé par Oskar Roehler, avec Moritz Bleibtreu récompensé d'un Ours d'argent du meilleur acteur la même année.

### Télévision
- 2022 : Les Particules élémentaires, téléfilm réalisé par Antoine Garceau, diffusé le 31 janvier 2022 sur France 2.

### Théâtre
- Les Particules élémentaires, un spectacle du Collectif « Si vous pouviez lécher mon cœur », créé au Festival d'Avignon, du 8 au 13 juillet 2013 — adaptation, mise en scène et scénographie de Julien Gosselin[5],[6],[7].